# 1810 w muzyce
Wydarzenia muzyczne w 1810 roku.

## Wydarzenia
- 9 lutego – Carl Maria von Weber zostaje aresztowany w Stuttgarcie za malwersacje finansowe[1][2]
- 23 lutego – król Wirtembergii Fryderyk I Wirtemberski nakazuje zwolnienie Carla von Webera, jak i jego wygnanie[1][2]
- 26 lutego – Carl Maria von Weber, zostaje doprowadzony do granicy w Fürfeld, jest na zawsze wygnany z Wirtembergii z powodu ogromnych długów[1][2]
- 11 marca – w Bergamo ma miejsce premiera kantaty na trzy głosy, chór i orkiestrę „Cantata per le nozze di Napoleone con Maria Luisa d’Austria” oraz „Ferramondo”, kantaty na głosy, chór i orkiestrę Johanna Simona Mayra[1][2]
- 22 marca – w paryskim Théâtre de l’Impératrice et Reine ma miejsce premiera „Wariacji na fortepian, Op.71” Jana Ladislava Dusseka[1][2]
- 26 marca
  - w wiedeńskim Theater am Kärntnertor ma miejsce premiera opery Mathilde von Guise, Op.100 Johanna Nepomuka Hummla[1][2]
  - w berlińskim Königlische Hofoper ma miejsce premiera opery Der Fischer und das Milchmädchen, oder Viel Lärm um einen Kuss Meyera Beera[1][2]
- 2 kwietnia – w Tuileries ma miejsce premiera „Cantate pour le mariage de l’Empereur” É. Méhula[1][2]
- 4 kwietnia – Carl Maria von Weber przyjeżdża do Darmstadt studiować u Georga Josepha Voglera[1][2]
- 19 maja – w londyńskim Hanover Square Rooms odbyła się premiera „In exitu Israel” na chór i organy oraz „Father of Light and Life” na chór autorstwa Samuela Wesleya[1][2]
- 30 maja – w Heidelbergu odbyła się premiera „Wariacji na wiolonczelę, J.94” Carla von Webera[1][2]
- 1 czerwca – Meyerbeer przyjeżdża do Darmstadt studiować u Georga Josepha Voglera[1][2]
- 8 czerwca – w paryskiej Académie impériale de musique miała miejsce premiera baletu Persée et Andromède É. Méhula oraz Josepha Haydna, Ferdinanda Paëra i Daniela Steibelta[1][2]
- 10 czerwca – w Paryżu odbyła się premiera kantaty „Du trône ou jusqua’à Toi” É. Méhula[1][2]
- 15 czerwca
  - w wiedeńskim Hofburgtheater miała miejsce premiera Egmonta Ludwiga van Beethovena[1][2]
  - w Darmstadt odbyła się premiera „Zur Feier des 15ten Juni” Giacoma Meyerbeera[1][2]
- 24 sierpnia – w Wiedniu odbyła się premiera dwóch marszów wojskowych „Marsch für böhmische Landwehr” i „Marsch für Erzherzog Anton” Ludwiga van Beethovena[1][2]
- 1 września – w paryskim Théâtre Feydeau miała miejsce premiera opery Le crescendo Luigiego Cherubiniego[1][2]
- 16 września – we Frankfurcie nad Menem odbyła się premiera opery Silvana Carla Webera[1][2]
- 14 października – w Chimay odbyła się premiera „Messe de Chimay” Luigiego Cherubiniego[1][2]
- 15 października – w Berlinie odbyła się premiera kantaty „Aus der Kantate auf die Einweihung der Berliner Universität” Johanna Friedricha Reichardta[1][2]
- 20 października – w Teatro del Pubblico w Rimini miało miejsce pierwsze zarejestrowane wykonanie „Polacca con variazione” na skrzypce i orkiestrę Niccola Paganininiego[1][2]
- 3 listopada – w weneckim Teatro San Moisè miała miejsce premiera opery La Cambiale di Matrimonio Gioacchino Rossiniego[1][2]
- 19 listopada – w Mannheim odbyła się premiera „Piano Concerto No. 1, Op. 11” Carla von Webera[1][2]
- 30 listopada – Carl Maria von Weber, przygotowuje statut dla Harmonische Verein w Darmstadt, organizacji na rzecz promowania nowych utworów muzycznych[1][2]
- 26 grudnia – w mediolańskiej La Scali miała miejsce premiera opery Raul di Crequi Johanna Simona Mayra[1][2]
- 30 grudnia – w Darmstadt powstało prywatne stowarzyszenie muzyczne zwane Harmonischer Verein, założone przez Carla von Webera, Giacoma Meyerbeera, Alexandra von Duscha, Johanna Gänsbachera i Gottfrieda Webera[1][2][3]
- Powstaje pierwsza fisharmonia francuskiego konstruktora Gabriela Josepha Grenié

## Urodzili się
- 9 stycznia – Anna Bishop, właśc. Ann Rivière, angielska śpiewaczka operowa (sopran) (zm. 1884)
- 20 stycznia – Ferdinand David, niemiecki skrzypek i kompozytor (zm. 1873)
- 5 lutego – Ole Bull, norweski skrzypek i kompozytor okresu romantyzmu (zm. 1880)
- 8 lutego – Norbert Burgmüller, niemiecki kompozytor (zm. 1836)
- 19 lutego – Lauro Rossi, włoski kompozytor operowy (zm. 1885)
- 22 lutego lub 1 marca – Fryderyk Chopin, polski kompozytor i pianista (zm. 1849)
- 13 kwietnia – Félicien David, francuski kompozytor (zm. 1876)
- 2 maja – Hans Christian Lumbye, duński kompozytor (zm. 1874)
- 8 czerwca – Robert Schumann, niemiecki kompozytor i pianista okresu romantyzmu, krytyk muzyczny (zm. 1856)
- 18 maja – Maria Piave, włoski librecista znany głównie ze współpracy z Giuseppe Verdim (zm. 1867)
- 2 czerwca – Konstancja Gładkowska, polska śpiewaczka, młodzieńcza muza i pierwsza miłość Fryderyka Chopina (zm. 1889)
- 9 czerwca – Otto Nicolai, niemiecki kompozytor (zm. 1849)
- 14 sierpnia – Samuel Sebastian Wesley, angielski organista i kompozytor (zm. 1876)
- 18 sierpnia – Jules Perrot, francuski tancerz i choreograf (zm. 1892)
- 7 listopada – Ferenc Erkel, węgierski kompozytor operowy (zm. 1893)
- 16 listopada – Friedrich Wilhelm Kücken, niemiecki kompozytor i dyrygent (zm. 1882)

data dzienna nieznana
- Julian Fontana, polski pianista i kompozytor (zm. 1869)

## Zmarli
- 12 stycznia – Dorothea Ludolphina Bachmann-Ackermann, niemiecka aktorka i śpiewaczka operowa (sopran) (ur. ok. 1759)
- 8 kwietnia – Venanzio Rauzzini, włoski śpiewak sopranista (kastrat), pianista i kompozytor (ur. 1746)
- 19 listopada – Jean-Georges Noverre, francuski tancerz i choreograf, solista scen Europy (ur. 1727)
- 21 października – Franz Teyber, austriacki kompozytor i organista (ur. 1758)

## Muzyka poważna
- 27 stycznia – w wiedeńskim „Wiener Zeitung” opublikowano „Wariacje na fortepian, Op.34” Johanna Nepomuka Hummla[1][2]
- 9 marca – publikacja „Trzech koncertów na fortepian i harfę, Op. 69 c234” Jana Ladislava Dusseka w londyńskim Stationers’ Hall[1][2]
- 18 kwietnia – publikacja „Koncertu fortepianowego, Op. 70, c238” Jana Ladislava Dusseka w londyńskim Stationers’ Hall[1][2]
- 22 sierpnia – w wiedeńskim „Wiener Zeitung” opublikowano „Sonatę skrzypcową, Op.37” Johanna Nepomuka Hummla[1][2]